# Matěj Belko
Matěj Belko je český hudebník, především baskytarista, ale také kytarista a klávesista. Hraje v kapele Davida Kollera, Kláry Vytiskové, v Tata Bojs, v projektu Blue Shadows Petra Ostrouchova a v country projektu Lufťáci. V minulosti hrál s například v Baromantice Lenky Dusilové, s Adamem Mišíkem, Terezou Černochovou, Oskarem Petrem, Michalem Ambrožem, Petrem Kolářem, a zaskakoval ve velkém množství různých kapel a projektů. Produkčně a autorsky také například spolupracoval s kapelou Mydy. Pro Muzikus píše recenze hudebních nástrojů. Pro youtube kanál eshopu Kytary.cz natáčí recenze hudebních nástrojů s názvem Hodně rychlá recenze (HRR) a s kolegou Petrem Šťastným pak satirický hudební pořad Kumšt.
Se skupinou Blue Shadows hraje na baskytaru na albu Vladimíra Mišíka Jednou tě potkám i na koncertech doprovázejících album. Od roku 2023 také mimo jiné hraje se skupinou Tata Bojs.
Je synem Tomáše Belka, dřívějšího saxofonisty a autora většiny textů skupiny Sto zvířat.